# Pair-et-Grandrupt
Pair-et-Grandrupt település Franciaországban, Vosges megyében. Lakosainak száma 491 fő (2022. január 1.). Pair-et-Grandrupt Nayemont-les-Fosses, Neuvillers-sur-Fave, Raves, Remomeix és Sainte-Marguerite községekkel határos.

## Népesség
A település népességének változása:
| Lakosok száma | 562  | 527  | 511  | 515  | 508  | 502  | 497  | 491  |
|               | 2013 | 2015 | 2017 | 2018 | 2019 | 2020 | 2021 | 2022 |